# Железнодорожная катастрофа в Риге (2005)
2 февраля 2005 года на Рижском вокзале электропоезд Лиелварде-Рига столкнулся с поездом дальнего следования Москва-Рига. В результате аварии погибли 4 человека, 29 получили серьёзные ранения.
Поезд дальнего следования Москва-Рига был подан задним ходом в депо (без пассажиров). Машинист поезда Лиелварде-Рига Сергейс Рыбачокс был признан виновным в аварии и приговорен к четырём годам лишения свободы в тюрьме открытого типа. Машинист опередил график и не обратил внимания на запрещающий красный сигнал светофора.